# Allophylus rapensis
Allophylus rapensis är en kinesträdsväxtart som beskrevs av Forest Brown. Allophylus rapensis ingår i släktet Allophylus och familjen kinesträdsväxter. Inga underarter finns listade i Catalogue of Life.